# Хусейн Шах
Саїд Хусейн Шах (урду سيد حسين شاه, нар. 14 серпня 1964, Лайарі, Карачі) — пакистанський боксер, призер Олімпійських ігор.
Син — Шах Хусейн Шах, дзюдоїст, учасник Олімпійських ігор 2016.

## Спортивна кар'єра
Хусейн Шах змалку жебракував, а боксом займався самостійно, використовуючи сміттєві мішки замість боксерської груші.
З 16 років брав участь у регіональних боксерських турнірах і протягом 1984—1991 років виграв п'ять золотих медалей на Південноазійських іграх (1984, 1985, 1987, 1989, 1991). На іграх 1987 року Хусейн Шах був визнаний найкращим боксером турніру. Того ж року став чемпіоном Азії.
На Азійських іграх 1986 завоював срібну медаль.
На Олімпійських іграх 1988 Хусейн Шах завоював бронзову медаль.
- В 1/16 фіналу переміг Мартина Амріпаллуса (Мексика) — 3-2
- В 1/8 фіналу переміг Сержа Кабонго (Заїр) — 5-0
- У чвертьфіналі переміг Золтана Фюзесі (Угорщина) — 3-2
- У півфіналі програв Егертону Маркусу (Канада) — 1-4

Хусейн Шах став першим пакистанським боксером і другим пакистанцем, що виборов олімпійську нагороду.
На чемпіонаті Азії 1989 завоював срібну медаль.
На Іграх Співдружності 1990 програв у першому бою Стівену Вілсону (Шотландія). На Азійських іграх 1990 програв у першому бою Бандійн Алтангерел (Монголія).
Після завершення виступів переїхав у Японію, де працював тренером.